# Frank Marshall King
Frank Marshall King (Mataró, 28 de novembre de 1883 — Barcelona, 29 de maig de 1959) va ser un pianista i compositor català, de família anglesa, però sobretot professor de piano. Continuador de l'Acadèmia Granados, des de llavors Acadèmia Marshall. Casat amb Teresa Cabarrús, no va tenir fills.

## Formació
Inicià els seus estudis a Mataró amb el mestre Teodor Solà Vendrell. Més tard estudià al Conservatori Superior de Música del Liceu, amb Francesc de Paula Sánchez i Gavagnach i amb el també professor Puyé. El 1901 obtingué el Primer premi del 5è curs amb Scherzo en sí bemol menor per a piano. Finalitzats els estudis oficials, rebé classes d'Enric Granados, del que ràpidament es convertí en deixeble predilecte, fins a l'extrem que l'any 1907 –amb només 24 anys- fou nomenat subdirector dels estudis de piano de l'Acadèmia Granados.

## Intèrpret de piano
A partir del 1906 començà una carrera concertística que el portà a actuar a Milà i a Alemanya, on va conèixer pianistes de la talla de Ferruccio Busoni i Emil von Sauer. El 1925 va fer diversos enregistraments per a la discogràfica Welte-Mignon de Freiburg (Alemanya). El 1926 i 1927 va participar en els Festivals Falla de Barcelona com a solista de Noches en los jardines de España, que també va interpretar a Sevilla i a Cadis, dirigit pel mateix Manuel de Falla. Però segurament la seva vocació pedagògica era més forta que la concertística.

## Compositor
Suite Catalònia, per a piano. 1907. Premi Ortiz & Cussó del Concurs de Composició Sobrequés i Reig.
| - Goig de joventut - Angoixa | - Vol d'orenetes - Aplec | - Plany - Foc-Follets |

Allegro di Concerto, per a piano.
Fantasia, per a piano.
- Nombrosos lieder.

## L'escola pianística Granados-Marshall
Enric Granados havia fundat la seva acadèmia l'any 1901, amb el propòsit de transmetre la tècnica pianística, especialment la pulsació i la utilització del pedal, que li havien permès aconseguir l'estil i, sobretot, la sonoritat que el caracteritzaven. Per a tal fi, havia publicat el 1912 el Método práctico para el uso de los pedales del piano, on desenvolupava el seu concepte de la utilització dels pedals.
Va saber transmetre al seu deixeble Marshall aquesta idea, fins al punt que aquest declarava que en la utilització dels pedals "s'amaga el més gran secret de l'art del piano".
Mort Granados en accident marítim de guerra l'any 1916, Frank Marshall es fa càrrec de la direcció de l'acadèmia. A partir del 1920, canvia el nom pel d'Acadèmia Marshall

## Tractats pedagògics
- Estudio práctico sobre los pedales del piano (1919)
- La sonoridad del piano (1940)

## Alumnes destacats
Pedagogs
| - Alícia de Larrocha - Albert Attenelle - Enric Torra i Pòrtulas - Mercè Roldós i Freixes - Montserrat Torrent i Serra | - Júlia Albareda - Anna Fernández Recasens | - Maria Teresa Monteys - Carlota Garriga i Kuijpers |

Concertistes
| - Alícia de Larrocha - Rosa Sabater - Albert Attenelle - Rosa Maria Kucharski - Montserrat Torrent i Serra | * Maria Vilardell Viñas - Carles Corma | - Giocasta Kussrow i Corma - Maria Teresa Monteys |

## Homenatges
El primer homenatge, després de la seva mort, li va retre l'Associació de Cultura Musical de Sabadell, de la que era President Honorari. Va consistir en un concert celebrat al Cercle Sabadellès el dia 8 de novembre de 1959, a càrrec de les pianistes Alícia de Larrocha i Rosa Sabater, amb glosses del crític musical Antonio Fernández-Cid.